# Radium
Radium – miasto w Stanach Zjednoczonych, w stanie Kansas, w hrabstwie Stafford.